# Gabriella Possum Nungurrayi
Pour les articles homonymes, voir Nungurrayi.
Gabriella Possum Nungurrayi est une artiste peintre et linograveur Aborigène d'Australie de la communauté Papunya et du groupe linguistique Anmatyerre (en) d'Alice Springs, née le 19 septembre 1967 à Mount Allen (Territoire du Nord). Elle vit depuis 1992 à Broadmeadows (en), dans la banlieue de Melbourne.

## Biographie

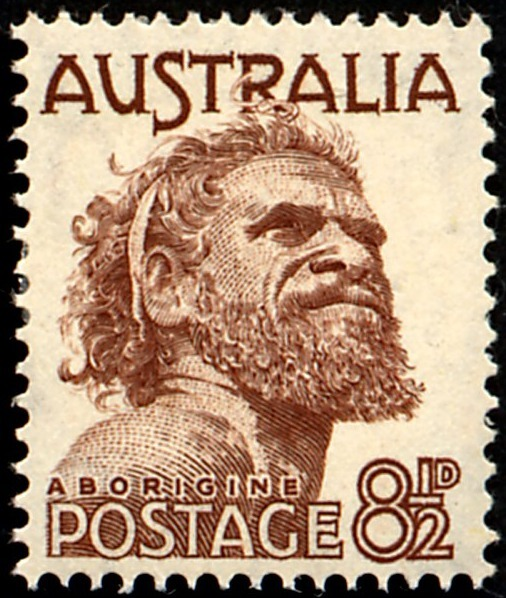
Timbre-poste « One Pound Jimmy », 1950

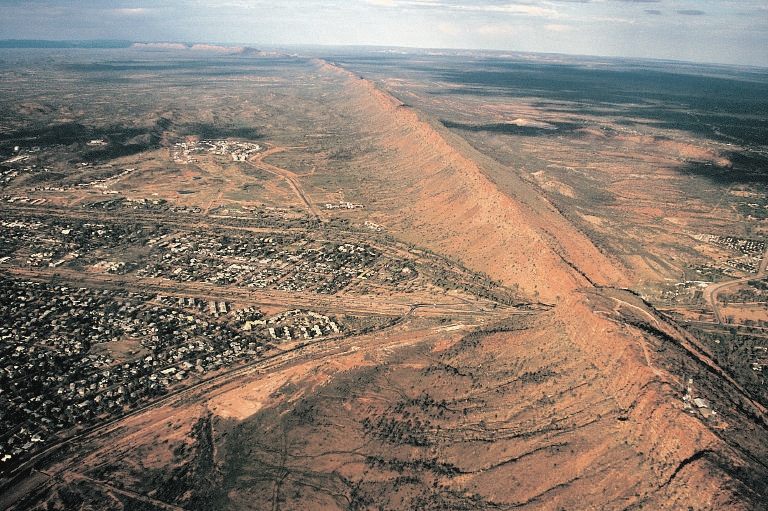
Alice Springs

Gabriella Possum Nungurrayi est l'aînée des quatre enfants du peintre Clifford Possum Tjapaltjarri (1942-2002) et d'Emily Nakamarra (1943-1990) que l'on trouve citée comme collaborant à certaines toiles de Clifford. Sa sœur Michelle Possum Nungurrayi, née en 1969, et le mari de celle-ci, Heath Ramzan Tjangala, né en 1965, sont également artistes peintres. Sa grand-mère paternelle, Long Rose Nungala, est l'épouse en secondes noces de Gwoya Tjungurrayi (en), connu sous le surnom de « One Pound Jimmy » pour avoir été en 1950 la première personnalité aborigène représentée sur un timbre-poste (ce portrait sera repris en 1988 sur le revers de la pièce de deux dollars australienne (en)).
Gabriella passe son enfance dans la communauté de Papunya et son adolescence dans le village de Mbunghara. Elle est élève de l'Yrara Lutherian College d'Alice Springs et c'est fort tôt qu'elle commence à peindre en complétant les fonds pointillistes des toiles de son père. La linogravure Sans titre, qu'elle réalise en 1983 et qui lui vaut l'Alice Springs Art Prize, est conservée à l'Araluen Arts Centre d'Alice Springs.

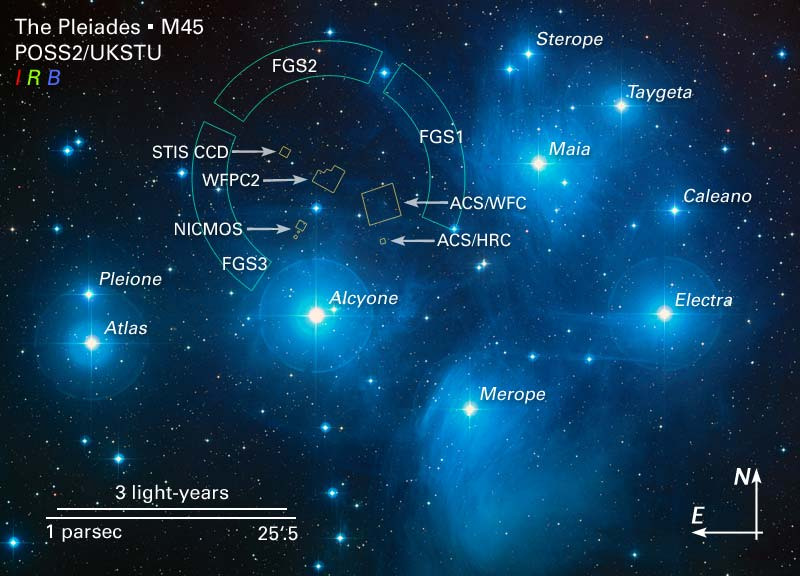
Les Pléiades, constellation du Taureau.

Mariée au rocker Selwyn Burns, guitariste du groupe Coloured Stone (en) (en 1993, la pochette d'un album du groupe est illustrée d'une œuvre de Gabriella), elle donne naissance en 1992 au premier de ses cinq enfants (l'un d'eux, Danny Ramzan, sera membre du groupe de hip-hop australien Yung Warriors (en)) et s'installe la même année à Broadmeadows.
Elle puise son inspiration picturale dans les récits oniriques qu'elle tient de sa grand-mère Long Rose Nungala. Le Bush tucker Dreaming (série de toiles célébrant la fertilité de la terre et dites aussi Grand-mother's country), le Rêve du premier ver de terre du désert (Worm Dreaming) et surtout le mythe du Rêve des sept sœurs (dit aussi Milky Way Dreaming – Le rêve de la Voie lactée – les sept sœurs étant les Pléiades, étoiles de la constellation du Taureau poursuivies par Orion) constituent de la sorte les thèmes majeurs de son œuvre.

## Expositions

### Expositions personnelles
- Kate Owen Gallery, Sydney, 2009 (The best of Gabriella Possum Nungurrayi), 2016 (From the sand to the sails)[10].

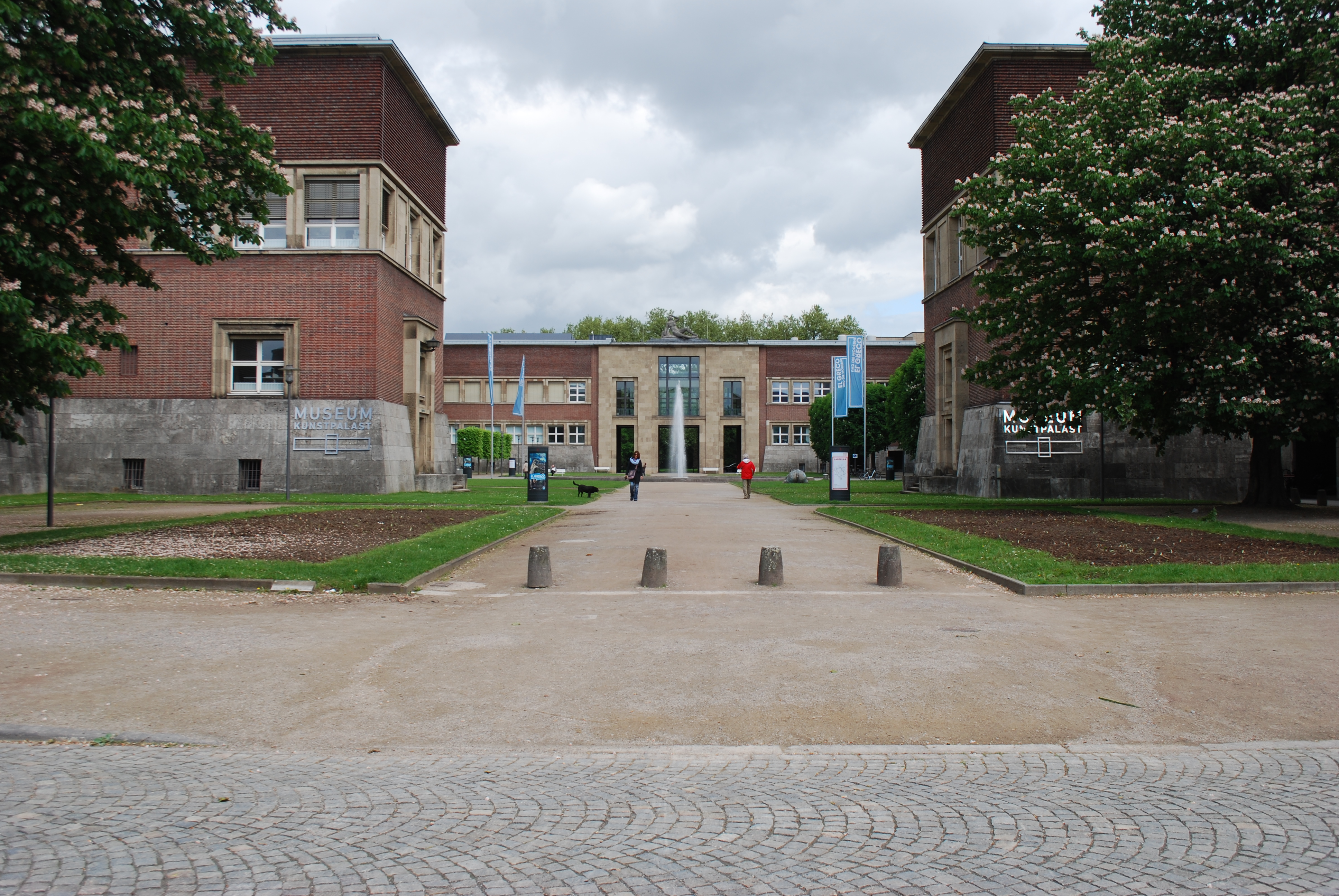
Museum Kunstpalast, Düsseldorf

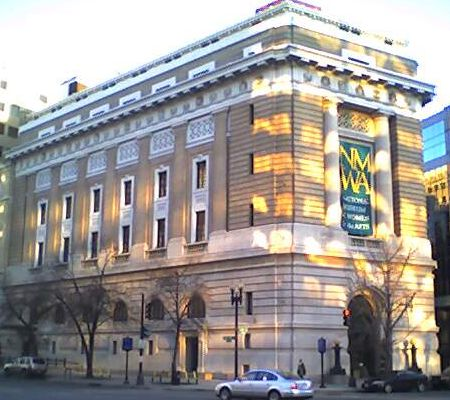
National Museum of Women in the Arts, Washington

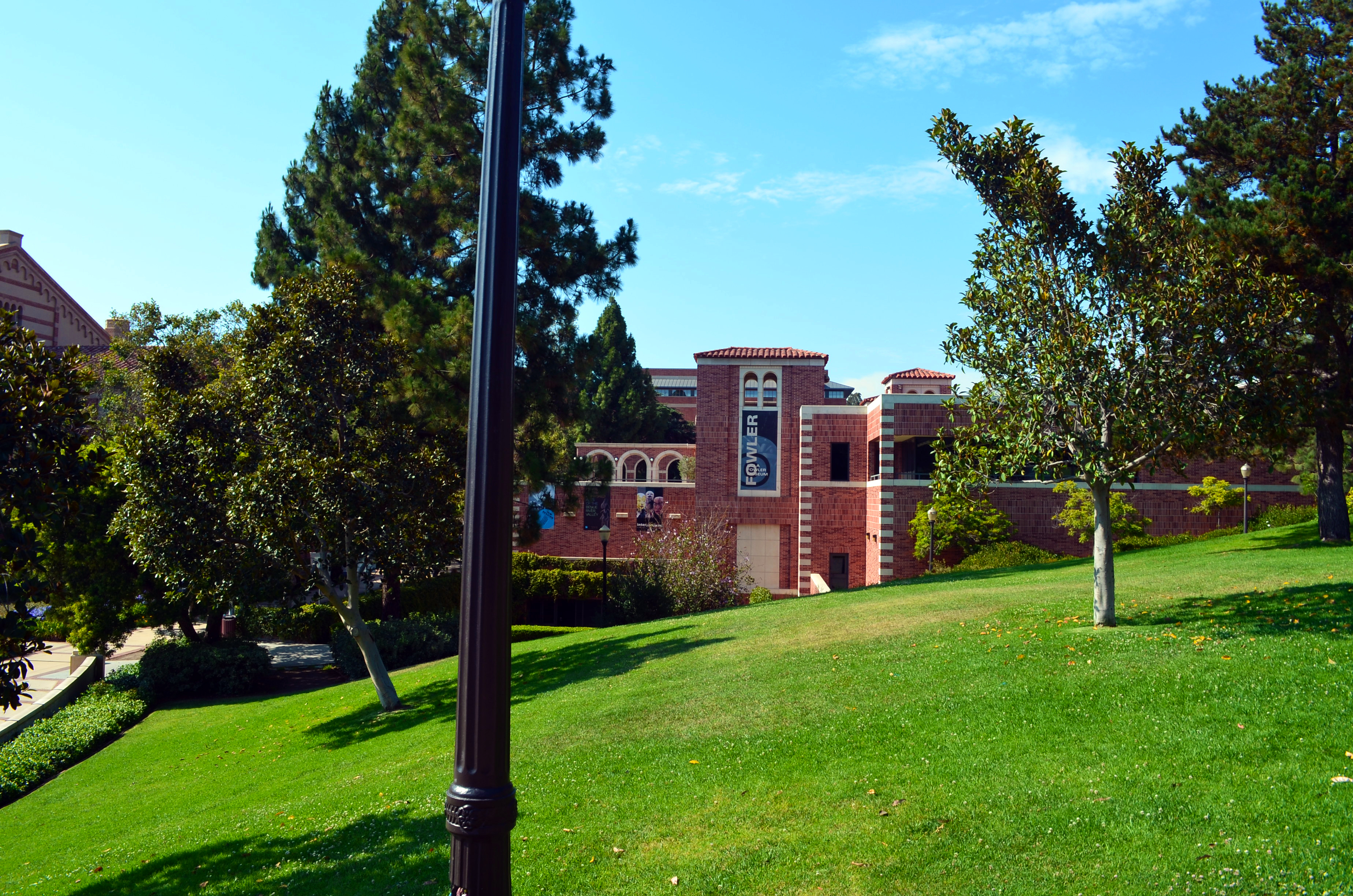
Fowler Museum at UCLA, Los Angeles

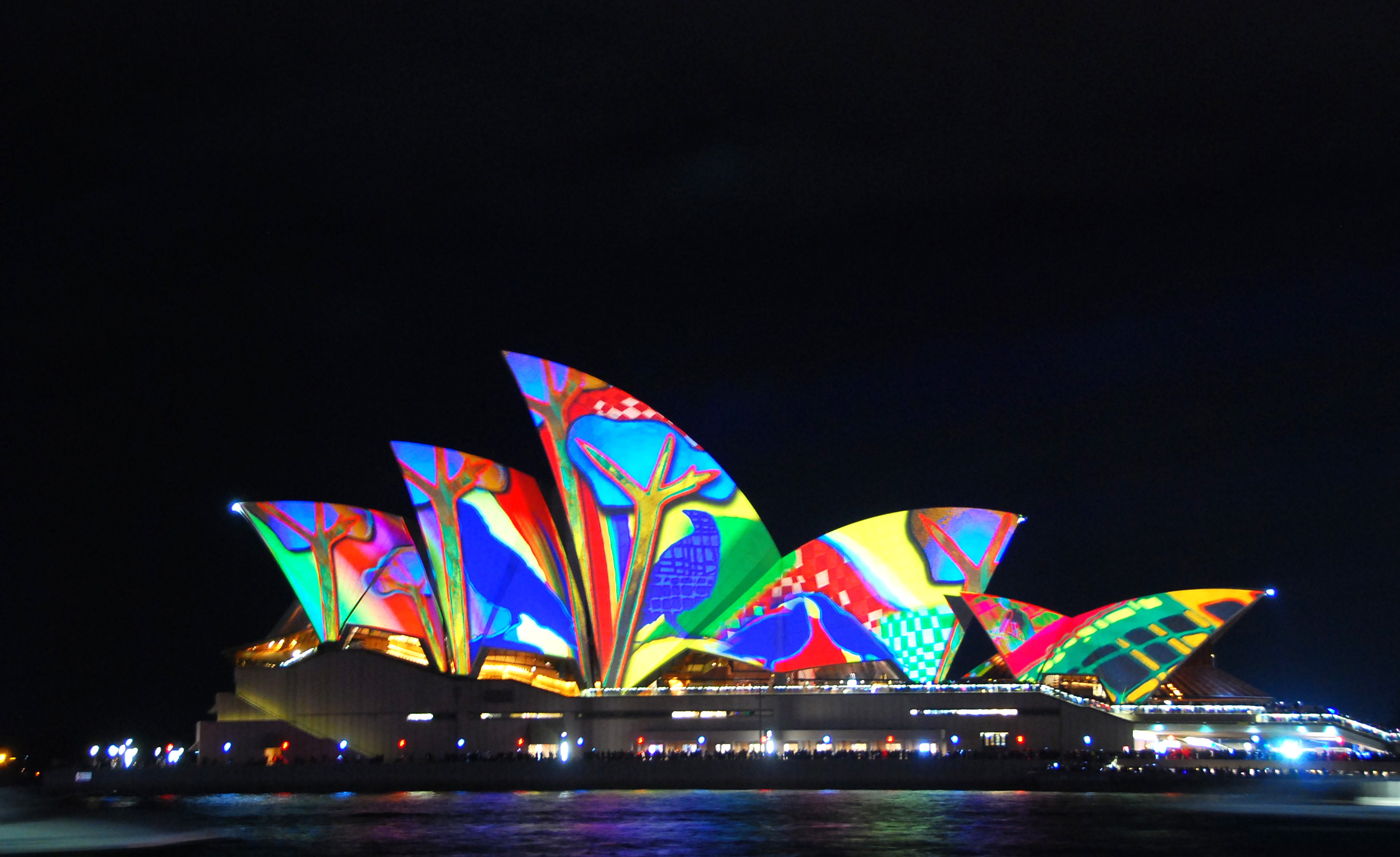
Vivid Sydney 2016, projection d'œuvres sur l'opéra de Sydney

### Expositions collectives
- Clifford Possum Tjapaltjarri, Gabriella Possum Nungurrayi, Michelle Possum Nungurrayi, Heath Ramzan Tjangala - Aboriginal art from the Central Desert and Northern Arnhem Land, Communauty Arts Center, Brisbane, 1987.
- Clifford Possum Tjapaltjarri et Gabriella Possum Nungurrayi, Coo-Ee Art Gallery, Paddington, Sydney, 1992[5].
- The Milky Way dreaming, Rebecca Hossack Gallery, Londres, 1997.
- Siège des Nations unies, New York, 2000.
- Sztuka Aborigénow, Varsovie, 2000.
- Mia Mia Gallery, Melbourne, 2001.
- Grande exposition d'art NRW de Düsseldorf (de), Museum Kunstpalast, Düsseldorf, 2002, 2004.
- Dreaming their way : Australian Aboriginal Women Painters, National Museum of Women in the Arts, Washington et Hood Museum of Art, Hanover (New Hampshire), 2006[11].
- Shanghaï Art Fair, 2006, 2007.
- London Art Fair, 2007.
- Land, art and the sacred, Pima Community College (en), Tucson (Arizona), janvier-mars 2008.
- Exposition florale de Chelsea, hôpital royal de Chelsea, Londres, 2008, où Gabriella Possum Nungurrayi exécute une fresque murale d'une longueur de vingt mètres.
- Couleurs aborigènes - Collection Marc Sordello et Francis Missana, médiathèque communautaire d'Antibes Juan-les-Pins, communauté d'agglomération Sophia Antipolis, juillet-août 2008[12].
- Une année aborigène, musée de Saint-Paul de Vence, avril-juin 2009[13].
- Innovations in Western Desert painting, 1972-1979 - Selections from the Kelton Foundation, Fowler Museum at UCLA (en), Los Angeles, mai-août 2009[14],[15].
- Art aborigène d'Australie, galerie Princesse de Kiev, Nice, novembre 2009 - janvier 2010[16].
- Melbourne Art Trams (en), 2014[17],[18].
- Art aborigène, galerie L'Échaudé, Paris, mai-décembre 2015[19].
- Gabriella Possum Nungurrayi et Michelle Possum Nungurrayi, Japingka Aboriginal Art Gallery, Fremantle, octobre-novembre 2015[20], avril-mai 2017[21].
- Songlines - Projection d'œuvres de Karla Dickens, Gabriella Possum Nungurrayi, Djon Mundine Oam, Reko Rennie, Donny Woolagoodja et Gulumbu Yunupingu sur l'opéra de Sydney, Vivid Sydney (en), 2016[22],[23],[24],[25].
- Beyond the Veil, Olsen Gruin Gallery, New York, juillet 2018[26].
- The Aboriginal exhibitions - Collection highlights 2018, Aboriginal Exhibitions Gallery, Rutherglen, octobre 2018 - janvier 2019[27].
- LA Art Show, Los Angeles, janvier 2019[8],[28].
- International women's day, Kate Owen Gallery, Sydney, 2019[10].
- Seven sisters, Kate Owen Gallery, Sydney, 2019[10].

## Prix et distinctions
- Alice Springs Art Prize, 1983.

## Collections publiques

### Australie

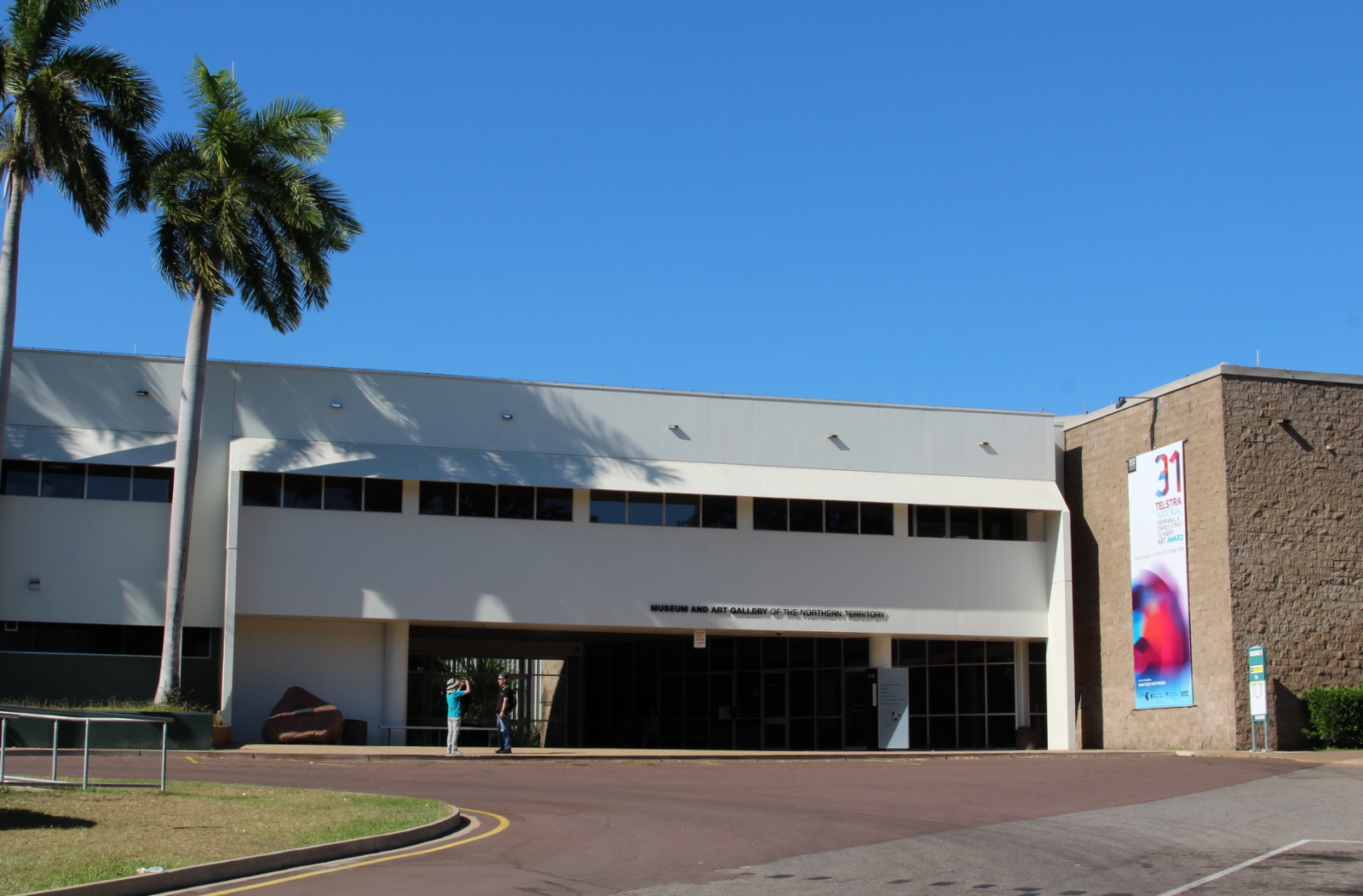
Musée et galerie d'art du Territoire du Nord, Fannie Bay

- Flinders University Art Museum, Adelaïde.
- Musée national d'Australie-Méridionale, Adelaïde.
- Araluen Arts Centre, Alice Springs, Sans titre, linogravure, 1983[2].
- Galerie nationale d'Australie, Canberra.
- Musée et galerie d'art du Territoire du Nord, Fannie Bay (en), Darwin.
- National Gallery of Victoria, Melbourne.
- Edith Cowan University Art Collection, Perth.
- Holmes A Court Collection, Perth.
- Artbank, Sydney.
- Galerie d'art de Nouvelle-Galles du Sud, Sydney.

### États-Unis
- Kelton Foundation (en), Santa Monica[29].

### Royaume-Uni
- Royal Collection, Londres, Grandmother's Country - Bush Tucker Dreaming and Yams, acrylique sur toile, 120x120cm, 2007[30].

## Collections privées
- Richard Branson, Necker Island (îles Vierges britanniques)
- Patrick Corrigan (en), Sydney.
- Hank Ebes (en), Melbourne[31],[32].
- Peter Los[33],[34].